# Grüne Nieswurz
Die Grüne Nieswurz (Helleborus viridis) ist eine Pflanzenart der Gattung Nieswurz (Helleborus) in der Familie der Hahnenfußgewächse (Ranunculaceae). Diese giftige Pflanze wurde früher als Heilpflanze eingesetzt.

## Beschreibung

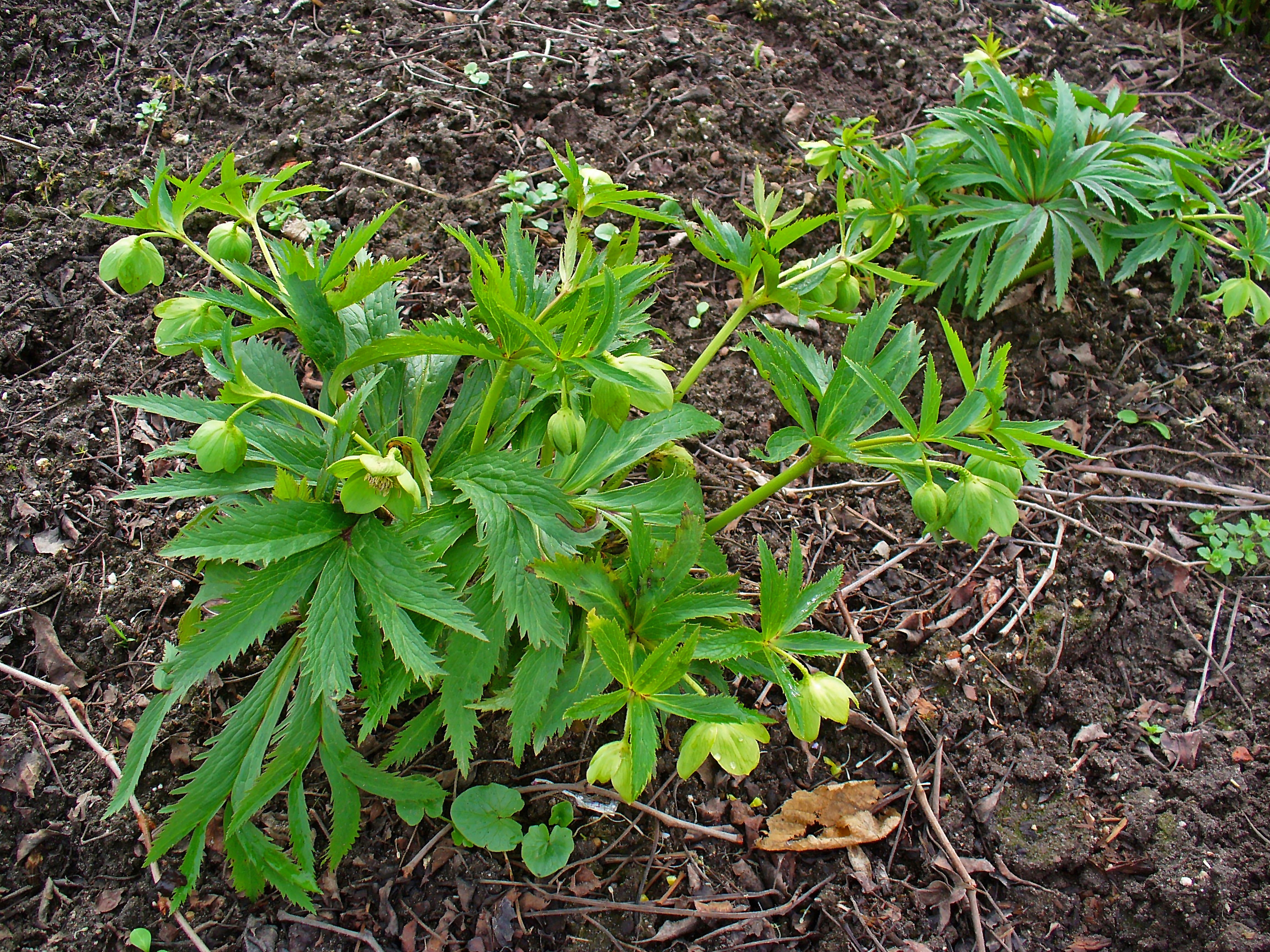
Habitus

Die Grüne Nieswurz ist eine sommergrüne, ausdauernde krautige Pflanze, die Wuchshöhen von meist 20 bis 40, selten bis zu 60 Zentimetern erreicht. Der Stängel ist bis zum Blütenstand kahl.
Die Laubblätter sind lang gestielt. Die handförmig geteilten Blattspreiten sind sieben- bis neunteilig mit gesägten Abschnitten. Die Laubblätter zeigen einen fließenden morphologischen Übergang über die Hochblätter in die Kelchblätter, welche die Funktion der Blütenhülle übernehmen. Im Gegensatz zur Schneerose (Helleborus niger) hat die Grüne Nieswurz meist zwei grundständige Blätter, die nicht überwintern.
Die Blütezeit reicht von März bis Mai. Die halb hängenden Blüten haben eine hell- bis gelbgrüne Farbe, sind flach ausgebreitet und 4 bis 6 Zentimeter groß. Die Grüne Nieswurz bringt je Blüte zwei bis fünf vielsamige Balgfrüchte hervor.
Die Chromosomenzahl beträgt 2n = 32.

## Vorkommen
Das Verbreitungsgebiet von Helleborus viridis liegt hauptsächlich im südlichen Europa, sie kommt aber auch in Mitteleuropa vor. Die ursprüngliche Verbreitung der Grünen Nieswurz ist unklar, da sie als Heilpflanze kultiviert wurde und immer wieder verwildert ist. Ihr mitteleuropäisches Areal erstreckt sich nordwärts bis England, Belgien, Norddeutschland, Polen, Tschechien und zur Slowakei und südwärts bis Spanien und Norditalien.
Sie besiedelt im nördlichen Teil der Mittelgebirge (etwa bis zur Lahn), im Odenwald, am Ober- und Hochrhein, im Alpenvorland, im östlichen und nördlichen Österreich lichte Buchenwälder. Insgesamt ist sie in Mitteleuropa sehr selten, sie tritt jedoch gelegentlich in individuenreichen Beständen auf. In Deutschland wächst sie vereinzelt vom Tiefland bis in die Gebirgsregionen. In den Alpen kommt sie bis in Höhenlagen von 1000 Metern vor. Sie gedeiht in Mitteleuropa am besten in tiefgründigen, humusreichen, kalkhaltigen und mullreichen Lehmböden in Wäldern und Gebüschen. Sie kommt besonders in Gesellschaften der Ordnung Fagetalia vor.
Die ökologischen Zeigerwerte nach Landolt & al. 2010 sind in der Schweiz: Feuchtezahl F = 3 (mäßig feucht), Lichtzahl L = 2 (halbschattig), Reaktionszahl R = 4 (neutral bis basisch), Temperaturzahl T = 3+ (unter-montan und ober-kollin), Nährstoffzahl N = 3 (mäßig nährstoffarm bis mäßig nährstoffreich), Kontinentalitätszahl K = 2 (subozeanisch).
Die Grüne Nieswurz hat seit Ende des Zweiten Weltkriegs in Mitteleuropa viele Wuchsorte eingebüßt. Am Naturstandort ist sie aber meist geschützt.

## Unterarten
Es werden zwei Unterarten unterschieden:
- Helleborus viridis subsp. occidentalis (Reuter) Schiffner: Die Blätter sind unterseits kahl. Sie kommt in Westeuropa vor.[1]
- Helleborus viridis subsp. viridis: Die Blätter sind unterseits behaart. Sie kommt in Mitteleuropa und in den Westalpen vor.[1]

## Giftigkeit und Inhaltsstoffe
Alle Pflanzenteile sind sehr stark giftig.
Hauptwirkstoffe sind etwa 0,1 % Hellebrin, daneben die Alkaloide Celliamin, Sprintillamin und Sprintillin. In den Wurzeln ist außerdem Desglucohellebrin und das Bufadienolid 14-Hydroxy-3-oxo-1,4,20,22-bufatetraenolid vorhanden.
Die Alkaloide stehen in ihrer Wirkung dem Cevadin (Veratrin), dem Aconitin und Delphinin sehr nahe. Die Pflanze enthält etwa 0,1 % Helleborein, daneben sind Hellebrin, Celliamin, Sprintillamin und weitere Inhaltsstoffe vorhanden. Die Hauptwirkung ist eine Erregung motorischer Hirnzentren (zuerst der Atmung), es folgen Unruhe und Krämpfe, endlich Lähmung, insbesondere Atemlähmung; am Herzen erzeugen die Viridis-Alkaloide Bradycardie und negative Inotropie. Celliamin und Sprintillamin töten wahrscheinlich durch eine unmittelbare Schädigung des Atemzentrums.

## Nutzung
Die giftige Grüne Nieswurz wurde früher als Heilpflanze kultiviert. Unter anderem wurde aus dem getrockneten „Wurzelstock“ ein Niespulver gewonnen, was auch der Grund für den deutschen Trivialnamen Grüne Nieswurz ist. Helleborus viridis wurde in der Medizingeschichte oft wie Helleborus niger benutzt.
Auch bei Nutztieren wurde die Grüne Nieswurz von der Volksmedizin gegen verschiedene Tierkrankheiten mit umstrittenem Erfolg angewandt.
Sie wird aufgrund ihrer ungewöhnlichen Blütenfarbe als Zierpflanze verwendet.

## Trivialnamen
Die Grüne Nieswurz wurde oder wird auch Güllwurz, Gilwurz, Läusekraut, Bärenwurz, Ölröstge, Schelmwurz, Schwarzwurz, Wrangblume oder Wrangenwurzel genannt.